# Павлівська сільська рада (Світловодський район)
| Павлівська сільська рада — колишній орган місцевого самоврядування у Світловодському районі Кіровоградської області з адміністративним центром у с. Павлівка. Сільській раді підпорядковані населені пункти: - с. Павлівка - с. Вільне |

## Склад ради
Рада складається з 16 депутатів та голови.

### Керівний склад ради
| ПІБ                         | Основні відомості                                                 | Дата обрання | Дата звільнення |
| --------------------------- | ----------------------------------------------------------------- | ------------ | --------------- |
| Панасенко Микола Васильович | Сільський голова, 1957 року народження, освіта, безпартійний      | 26.03.2006   | 31.10.2010      |
| Панасенко Микола Васильович | Сільський голова, 1957 року народження, освіта вища, безпартійний | 31.10.2010   |                 |

Примітка: таблиця складена за даними джерела

## Населення
Згідно з переписом УРСР 1989 року чисельність наявного населення сільської ради становила 2955 осіб, з яких 1330 чоловіків та 1625 жінок.
За переписом населення України 2001 року в сільській раді мешкало 2597 осіб.

### Мова
Розподіл населення за рідною мовою за даними перепису 2001 року:
| Мова       | Відсоток |
| ---------- | -------- |
| українська | 92,87 %  |
| російська  | 6,67 %   |
| вірменська | 0,35 %   |
| білоруська | 0,04 %   |
| молдовська | 0,04 %   |